# Arthur Japin
Arthur Valentijn Japin (Haarlem, 26 luglio 1956) è uno scrittore olandese.

## Biografia
I suoi genitori erano Bert Japin, insegnante e scrittore di racconti polizieschi, e Annie van Arnhem. Dopo un'infanzia complessa (il padre si suicidò quando Arthur aveva appena dodici anni), Japin entrò nella Kleinkunstacademie di Amsterdam, dove studiò recitazione. Fu per qualche tempo anche cantante operistico per la De Nederlandse Opera di Amsterdam.
Il suo primo racconto, De zwarte met het witte hart (1997), tradotta in italiano come I due cuori di Kwasi Boachi, relativa alla storia reale di due principi degli ashanti, Kwame Poku e Kwasi Boachi, che vennero presi dall'attuale Ghana e portati alla corte di Guglielmo II dei Paesi Bassi nel 1837, divenne un bestseller ed è considerato un classico della letteratura moderna olandese. Nel novembre del 2007 ne è stata tratta un'opera rappresentata in prima a Rotterdam, su libretto dello stesso Japin e con musiche composte dall'inglese Jonathan Dove.
Il suo secondo racconto, De droom van de leeuw (2002), è una versione letteraria della sua relazione con l'attrice e scrittrice olandese Rosita Steenbeek a Roma, dove la Steenbeek era stata anche l'ultima amante del regista italiano Federico Fellini. La sua terza pubblicazione, Een schitterend gebrek, tradotto in italiano col titolo di Negli occhi di Lucia (2003), segnò un ritorno alla sua passione per i racconti storici, attingendo dal tema del primo amore di Casanova, Lucia, che egli ricorda nelle sue memorie ma che inspiegabilmente abbandonò in gioventù solo ritrovandola poi dopo molti anni ad Amsterdam come prostituta in una casa di tolleranza. Nel 2006 è la volta del racconto De grote wereld che racconta la storia di due nani impiegati in un circo e catturati dai nazisti durante la seconda guerra mondiale, che in tutto ha venduto 813 000 copie alla prima stampa.
Nel 2007 ha pubblicato De overgave, ambientata nell'ambito delle guerre taxano-indiane del XIX secolo, riprendendo la storia del Massacro di Fort Parker del 1836 durante il quale una ragazza, Cynthia Ann Parker, venne presa come ostaggio dai Comanche e finì per divenire madre del famoso capo comanche Quanah Parker.
Japin ha vinto quasi tutti i più prestigiosi premi letterari olandesi, tra cui il Libris Prize per Negli occhi di Lucia.

## Vita privata
Japin vive a Utrecht col suo pubblicista Lex Jansen ed il suo compagno Benjamin Moser, uno scrittore americano.

## Opere
- 1991: Heijermans!
- 1996: Magonische verhalen
- 1997: De zwarte met het witte hart
- 1998: De vierde wand
- 2001: Magonia, screenplay
- 2002: De droom van de leeuw
- 2002: De vrouwen van Lemnos
- 2003: Een schitterend gebrek
- 2004: Dooi & Zeep
- 2006: De klank van sneeuw
- 2006: De grote wereld
- 2007: De overgave
- 2010: Vaslav
- 2012: Maar buiten is het feest
- 2013: De man van je leven
- 2015: De gevleugelde
- 2017: Kolja

## Premi
- 1990 - Gorcumse Literatuurprijs per De klap van Ediep Koning
- 1995 - LIRA-prijs per De roering van het kielzog
- 1995 - Literaire prijs van de provincie Gelderland per De draden van Anansi
- 1998 - Lucy B. en C.W. van der Hoogtprijs per De zwarte met het witte hart
- 1998 - Halewijn-literatuurprijs van de stad Roermond
- 1999 - ECI-prijs voor Schrijvers van Nu per De zwarte met het witte hart
- 2004 - Libris literatuurprijs per Een schitterend gebrek
- 2005 - De Inktaap per Een schitterend gebrek
- 2008 - NS Publieksprijs per De overgave[4]

## Film
- 1996: Hoerenpreek, film per la televisione diretto da Ineke Smits
- 1996: De Wolkenfabriek, film per la televisione diretto da Ineke Smits
- 2000: Magonia, versione filmica di Magonische verhalen diretto da Ineke Smits, con protagonista Dirk Roofthooft, Willem Voogd, Jack Wouterse, Linda van Dyck e Ramsey Nasr.